# Castle Rock Entertainment

Logo des Unternehmens

Castle Rock Entertainment (früher als CR abgekürzt) ist eine ehemalige US-amerikanische Filmproduktionsgesellschaft, die 1987 von Rob Reiner und vier weiteren  Filmproduzenten gegründet wurde. Das ehemalige Unternehmen ist heute als Abteilung von Warner Bros. organisiert, einer Tochtergesellschaft von Time Warner. Neben zahlreichen Filmen wie Harry und Sally, Eine Frage der Ehre und Misery produzierte Castle Rock zudem einige Fernsehserien, darunter die überaus erfolgreiche Sitcom Seinfeld.

## Geschichte
1987 gründeten die fünf Filmproduzenten Rob Reiner, Andrew Scheinman, Martin Shafer, Alan F. Horn und Glenn Padnick in Los Angeles das Film- und TV-Produktionsunternehmen Castle Rock Entertainment. Das Unternehmen wurde nach der fiktiven Kleinstadt Castle Rock benannt, dem Handlungsort zahlreicher Horrorromane des Schriftstellers Stephen King, die als Castle-Rock-Zyklus zusammengefasst wurden. Castle-Rock-Mitbegründer Rob Reiner inszenierte als Regisseur im Jahr 1986 den aus diesem Zyklus stammenden Stephen-King-Roman Stand by Me – Das Geheimnis eines Sommers. Aufgrund des Erfolgs des Spielfilms gründete Reiner schließlich mit den vier anderen Mitgesellschaftern Castle Rock Entertainment.
Im Jahr 1989 wurden die ersten Projekte umgesetzt. Als erster Spielfilm wurde 1989 die Liebeskomödie Harry und Sally veröffentlicht. Im selben Jahr produzierte Castle Rock für NBC die erstmals im Juli 1989 ausgestrahlte Sitcom Seinfeld, die sich im Verlaufe der nächsten zehn Jahre zur erfolgreichsten TV-Serie im US-Fernsehen entwickelte. Castle Rock Entertainment setzte zudem sechs Romane und eine Novelle von Stephen King filmisch um, darunter auch den mit einem Oscar für die Beste Hauptdarstellerin ausgezeichneten Thriller Misery aus dem Jahre 1990.
In den ersten Jahren kooperierte Castle Rock Entertainment auf Produktions- und Filmvertriebsebene mit Columbia Pictures sowie mit dem Castle-Rock-Teilhaber Nelson Entertainment.
Als Ted Turners Turner Broadcasting System (TBS) 1993 New Line Cinema erwarb, erwarb man indirekt auch die Anteile an Nelson, die New Line gehörten. TBS veräußerte die Anteile an Nelson und erwarb per Anfang 1994 Castle Rock Entertainment. Damit übernahm Castle Rock/Turner die Home-Entertainment-Rechte und baute in Zusammenarbeit mit lokalen Filmverleihern Vertriebsniederlassungen auf (Rank-Castle Rock/Turner in Großbritannien, Concorde-Castle Rock/Turner in Deutschland, Filmayer-Castle Rock/Turner in Spanien). TBS wurde per Ende 1996 mit Time Warner fusioniert und die betroffenen Unternehmen restrukturiert. Die Anzahl der Produktionen von Castle Rock wurde stark eingeschränkt und die Vertriebsabkommen im Ausland wurden im Laufe des Jahres 1997 durch den Rückzug von Castle Rock aufgelöst. Das Vertriebsabkommen mit Columbia Pictures wurde 1999 aufgelöst und Warner Bros. übernahm den US-Kinovertrieb, während gleichzeitig Universal Pictures mit dem internationalen Kinovertrieb betraut wurde, der über United International Pictures (UIP) abgewickelt wurde.
Im Zuge der sogenannten „AOL-Krise“ bei Time Warner wurde 2003 der komplette Konzern restrukturiert. Dabei wurde Castle Rock Entertainment von einer halbautonomen Geschäftseinheit von Time Warner in eine Abteilung von Warner Bros. Entertainment umgewandelt, die vor allem noch als Marke weiterbesteht. Die weltweiten Vertriebsrechte für Castle-Rock-Produktionen liegen seither ausschließlich bei Warner.

## Filmbibliothek
Aufgrund der Geschichte des Unternehmens verteilen sich die Rechte an den Castle-Rock-Produktionen auf verschiedene Unternehmen. Die Rechte an Produktionen bis 1993 (teilweise erst 1994 veröffentlicht) verblieben bei Nelson Entertainment. Als das Unternehmen unterging, gingen die Filmrechte an PolyGram Filmed Entertainment (PFE) über. PolyGram wurde 1998 und PFE 1999 von Philips an Seagram verkauft. Seagram übernahm dabei nur die Produktions- und Vertriebsunternehmen von PFE, verkaufte dagegen die PFE-Filmbibliothek an Metro-Goldwyn-Mayer (MGM). Durch die Übernahme von MGM durch ein von Sony Pictures Entertainment (SPE) und Comcast geführtes Konsortium, kontrolliert faktisch SPE diese Titel, die rechtlich noch MGM gehören. Die Rechte an Produktionen ab 1994 behielt mit der Übernahme durch Turner grundsätzlich Castle Rock selber. Diese Titel sind daher inzwischen Teil der Filmbibliothek von Warner Bros. Entertainment. Ausnahmen von dieser grundsätzlichen Verteilung sind einzelne Co-Produktionen, an denen weitere Unternehmen Rechte ausüben.

## Filmographie (Auswahl)
- 1989: Harry und Sally (When Harry Met Sally…)
- 1990: Herr der Fliegen (Lord of the Flies)
- 1990: Misery
- 1992: Eine Frage der Ehre (A Few Good Men)
- 1993: Malice – Eine Intrige (	Malice)
- 1993: In einer kleinen Stadt (Needful Things)
- 1994: Die Verurteilten (The Shawshank Redemption)
- 1994: Dolores (Dolores Claiborne)
- 1995: City Hall
- 1995: Rangoon (Beyond Rangoon)
- 1995: Before Sunrise (Before Sunrise)
- 1996: Hamlet
- 1999: The Green Mile
- 2000: Miss Undercover (Miss Congeniality)
- 2001: Hearts in Atlantis
- 2002: Mord nach Plan (Murder by Numbers)
- 2003: Dreamcatcher
- 2004: Der Polarexpress (The Polar Express)
- 2005: Miss Undercover 2 – Fabelhaft und bewaffnet (Miss Congeniality 2: Armed and Fabulous)
- 2007: Rezept zum Verlieben (No Reservations)
- 2007: Das perfekte Verbrechen (Fracture)
- 2010: Verliebt und ausgeflippt (Flipped)